# Dog Sees God
Dog Sees God: Confessions of a Teenage Blockhead è un'opera teatrale del drammaturgo statunitense Bert V. Royal, debuttata a New York International Fringe Festival nel 2004. La pièce è una "parodia non autorizzata" della celebre striscia Peanuts e racconta le vicende dei protagonisti come giovani adulti.

## Trama
CB e sua sorella Sally sono molto rattristati per la morte del loro amato cane, che hanno dovuto far abbattere dopo che aveva contratto la rabbia per aver mangiato un uccellino giallo. I due giovani provano ad organizzare un funerale per l'animale, ma fratello e sorella non riescono a mettersi d'accordo su chi dovrà dire la preghiera per lui. CB va dal suo amico, Van, un tossico, e gli chiede dove vanno le persone quando muoiono. Van, che si professa buddista, gli dice che le anime si dissolvono e si reincarnano. Il giorno dopo a scuola CB chiede a Matt la stessa cosa, ricevendo una risposta più articolata ma insensata secondo cui quando si muore si torna in una vagina diversa da quella materna. I due vengono interrotti dall'arrivo di Beethoven, che Matt apostrofa con epiteti omofobi.
Durante l'intervallo, Marcy e Tricia invitano gli amici a una festa a casa di Marcy, ma le ragazze, chiaramente ubriache, infastidiscono l'ipocondriaco Matt. CB si rifugia nella sala prove e piange la morte del cane, ma nel farlo interrompe le prove al piano di Beethoven, che si lamenta del bullismo che riceve quotidianamente per la sua sessualità. CB si pente di essersi allontanato dall'amico e siede con lui al piano mentre Beethoven si esercita. Al termine delle prove i due si baciano. Alla festa di Marcy, Matt insulta nuovamente Beethvoen e CB viene in sua difesa e lo bacia davanti a tutti. Alcuni giorni dopo, Matt, Tricia, Marcy e Van sono a pranzo a discutere ciò che è accaduto e Matt giura di vendicarsi di Beethoven per aver "traviato" il suo migliore amico. CB va a trovare la sorella di Van, chiusa in un ospedale psichiatrico per aver dato fuoco ai capelli della ragazzina con i capelli rossi. CB le raconta dei suoi sentimenti per Beethoven e le rivela anche di aver fatto sesso con lui dopo la festa.
Il giorno dopo Matt, Tricia, Marcy e Van parlano dell'omofobia del primo e realizzano che essa proviene dai sentimenti che Matt reprime nei confronti di CB. Intanto, Beethoven e CB litigano se sate o no insieme e CB se ne va, deluso dalla freddezza del ragazzo di cui è innamorato. Mentre si esercita al piano, Beethoven viene interrotto da Matt, che lo insulta e lo minaccia di stare lontano da CB, ma il pianista ha capito il suo segreto e rinfaccia al bullo di comporsarsi così solo perché anche lui è innamorato di CB. Furioso, Matt gli spezza le mani chiudendo di scatto il pianoforte. Più tardi quel giorno, gli amici parlano dell'espulsione di Matt e del suicidio di Beethoven, un fatto che fa scattare CB contro i compagni di scuola, accusandoli di non avergli mai prestato attenzione per tutti questi anni. Più tardi, CB riceve una lettera dal suo amico di penna, in cui viene esortato a rimanere forte anche durante i momenti più oscuri. L'amico di penna gli racconta che un giovane pianista come Beethoven si è trasferito da poco vicino a lui e, come Beethoven, ha avuto una vita difficile, ma le cose d'ora in poi andranno meglio per lui dal momento che ha adottato un cane che ulula mentre lui si esercita con la musica.

## Cast dell'Off Broadway (2005)
- Eddie Kaye Thomas nel ruolo di CB (parallelo con Charlie Brown del fumetto Peanuts).
- America Ferrera nel ruolo della sorella di CB (parallelo con Sally Brown del fumetto Peanuts).
- Logan Marshall Green nel ruolo di Beethoven (parallelo con Schroeder del fumetto Peanuts).
- Ian Somerhalder nel ruolo di Matt (parallelo con Pig-pen del fumetto Peanuts).
- Keith Nobbs nel ruolo di Van (parallelo con Linus del fumetto Peanuts).
- Kelli Garner nel ruolo di Tricia (parallelo con Piperita Patty del fumetto Peanuts).
- Ari Graynor nel ruolo di Marcy (parallelo con Marcie del fumetto Peanuts).
- Eliza Dushku nel ruolo della sorella di Van (parallelo con Lucy del fumetto Peanuts).

## Riconoscimenti
Nel 2005 ha vinto il premio Excellence Award for Best Overall Production al New York International Fringe Festival.